# Лукасевич Мар'ян Прокопович
Мар'я́н Лукасе́вич (Псевдо: «Ягода», «Черник», «Чайка» (Лукашевич); 22 червня 1922, м. Перемишль — 17 вересня 1945, с. Жнятин, Ґміна Долгобичув, Грубешівський повіт, Люблінське воєводство) —   український військовик, підстаршина дивізії «Галичина», командир куреня «Вовки», командир 28-го Холмського тактичного відтинку «Данилів», майор УПА (посмертно).

## Життєпис
Народився 22 червня 1922 у місті Перемишль (нині Підкарпатського воєводства, Польща).
Навчався в Тернопільській промисловій школі (за іншими даними, закінчив промислову школу або гімназію). Грав у футбол за команду Українського Спортового Товариства «Поділля (Тернопіль)». В 1930—1937 роках проживав у Тернополі.
В часі Другої світової війни — підстаршина дивізії «Галичина».
У березні 1944 року в Замості разом з багатьма вояками дивізії перейшов до УПА на південну Володимирщину.
Формує сотню УПА «Вовки», був її першим командиром. В боях з Армією Крайовою сотня збільшилася до куреня. Курінь проводив боротьбу на Холмщині та рейдував на Підляшшя.
У березні 1945 року призначений командиром Холмського ТВ-28 «Данилів» із дорученням організувати нові сотні. Організовує сотню «Вовки-2». 28 серпня 1945 року успішно виконує засідку на спецгрупу провокатора Василя Левочка-«Юрченка», колишнього командира куреня УПА.
У вересні захворів на малярію і загинув у санітарній криївці у пожежі, спричиненій ворожим військом під час облави.

## Нагороди
Нагороджений Срібним Хрестом Бойової Заслуги I класу та Бронзовим Хрестом Бойової Заслуги

## Вшанування пам'яті
У Тернополі по вулиці Камінній встановлена пропам'ятна таблиця на будинку № 2.

## Джерело
- Заведнюк В., Трофим'як Б., о. Шаварин М. Лукасевич Мар'ян Прокопович // Тернопільський енциклопедичний словник : у 4 т. / редкол.: Г. Яворський та ін. — Тернопіль : Видавничо-поліграфічний комбінат «Збруч», 2005. — Т. 2 : К — О. — С. 401. — ISBN 966-528-199-2.
- Українська дивізія «Галичина». Збірник. — Київ-Торонто, 1994